# TM Racing
TM Racing (früher Moto TM) ist ein italienischer Motorradhersteller mit Sitz in Pesaro. TM baut Kartmotoren und hauptsächlich Sportenduros, Supermotos und Motocrossmaschinen in (fast) allen Varianten. In der Manufaktur, die nur etwas mehr als 50 Mitarbeiter beschäftigt, werden sowohl 2-Takt- als auch 4-Takt-Motoren von 85 cm³ bis 530 cm³ gebaut. TM ist in der GCC-Meisterschaft (German Cross Country) vertreten.
Die Firma wurde 1976 von zwei Freunden gegründet, die schon mit zwölf Jahren selbst Motorräder bastelten. Seitdem werden die Motorräder ständig weiterentwickelt und verbessert. In Deutschland ist die Marke seit 1987 durch Michael Hildebrandt vertreten, seit 1999 ist der deutsche Importeur das Unternehmen Mike’s Bike Shop in Kronach.
Einer der beiden Gründer Claudio Fenghi starb am 12. Juli 2020 mit 79 Jahren.